# X-Men: Mutant Academy
X-Men: Mutant Academy is een computerspel voor het platform Sony PlayStation. Het spel werd uitgebracht in 2000. 